# Saison 2011-2012 de l'Espérance sportive de Tunis
Maillots
Chronologie
Saison précédente
La saison 2011-2012 de l'Espérance de Tunis est la 57e saison consécutive du club dans l'élite qui permet au club de disputer la Ligue I ainsi que la coupe de Tunisie. Le club joue aussi sa 18e Ligue des champions de la CAF (troisième année de suite) en commençant par les seizièmes de finale.
L'Espérance sportive de Tunis, détenteur de la 6e édition de la Ligue des champions aux dépens du Wydad Athletic Club, tente de défendre son titre lors de la Ligue des champions de la CAF 2012.

## Transferts

### Mercato d'été
| Type      | Date           | Prix           | Joueur            | Provenance / Destination    |
| Transfert | 9 juin 2011    | 240 000 dinars | Mohamed Ali Slama | ES Zarzis (Ligue I)         |
| Transfert | 9 juillet 2011 | 650 000 euros  | Yannick N'Djeng   | JSM Béjaïa (Ligue I)        |
| Transfert | 7 août 2011    |                | Idrissa Coulibaly | Al-Ahli Tripoli (Libyan PL) |

### Mercato d'hiver
| Type     | Joueur          | Contrat   | Provenance / Destination          |
| Arrivées | Karim Aouadhi   | Transfert | Fortuna Düsseldorf (2.Bundesliga) |
| Arrivées | Iheb Msakni     | Transfert | Stade tunisien (Ligue I)          |
| Départs  | Yaya Banana     | Transfert | FC Sochaux (Ligue 1)              |
| Départs  | Oussama Darragi | Départ    | FC Sion (Super League)            |

## Ligue des champions de la CAF
Groupe B
| Rang | Équipe              | Pts | J | G | N | P | Bp | Bc | Diff |  | Résultats (▼ dom., ► ext.) |     |     |     |     |
| ---- | ------------------- | --- | - | - | - | - | -- | -- | ---- |  | -------------------------- | --- | --- | --- | --- |
| 1    | Espérance de Tunis  | 10  | 6 | 2 | 4 | 0 | 9  | 4  | +5   |  | Espérance de Tunis         |     | 0-0 | 1-0 | 4-0 |
| 2    | Wydad Athletic Club | 7   | 6 | 1 | 4 | 1 | 11 | 9  | +2   |  | Wydad Athletic Club        | 2-2 |     | 1-1 | 4-0 |
| 3    | Al Ahly             | 7   | 6 | 1 | 4 | 1 | 7  | 6  | +1   |  | Al Ahly                    | 1-1 | 3-3 |     | 2-0 |
| 4    | Mouloudia d'Alger   | 5   | 6 | 1 | 2 | 3 | 4  | 12 | -8   |  | Mouloudia d'Alger          | 1-1 | 3-1 | 0-0 |     |